# Yaverlandia
Yaverlandia byl pravděpodobně rod teropodního dinosaura. Žil v období spodní křídy (zhruba před 130 miliony let) na území dnešního ostrova Wight. Pojmenován je podle Yaverland Point, místa nálezu ležícího u vsi Yaverland na východě ostrova.

## Objev a klasifikace
Nalezena byla pouze část lebky, a tak byl tento exemplář původně popsán jako býložravý bazální člen plazopánvých dinosaurů z čeledi Pachycephalosauridae. Pozdější studie britských paleontologů Darrena Naishe a Davida Martilla jej ale zařadila mezi masožravé teropodní dinosaury z kladu Maniraptora. Rod Yaverlandia patřil k menším členům tohoto kladu, na délku měřil pouze asi 90 cm. Přesné rozměry jsou však vzhledem k velmi zlomkovitému fosilnímu materiálu neznámé.